# Real Life (groupe)
Pour les articles homonymes, voir Real Life.
Real Life est un groupe de musique new wave australien. On leur doit notamment le tube Send Me An Angel sorti en 1983, qui fut notamment utilisé dans la bande-originale du jeu GTA V, sorti en 2013.

## Reprises
Zeromancer, Deadstar Assembly, Soraya Arnelas et Highly Suspect ont repris la chanson Send Me An Angel respectivement en 2001, 2002, 2006 et en 2016.

## Discographie (incomplète)
- Heartland (1984)
- Flame (1985)